# 마이크로크레딧

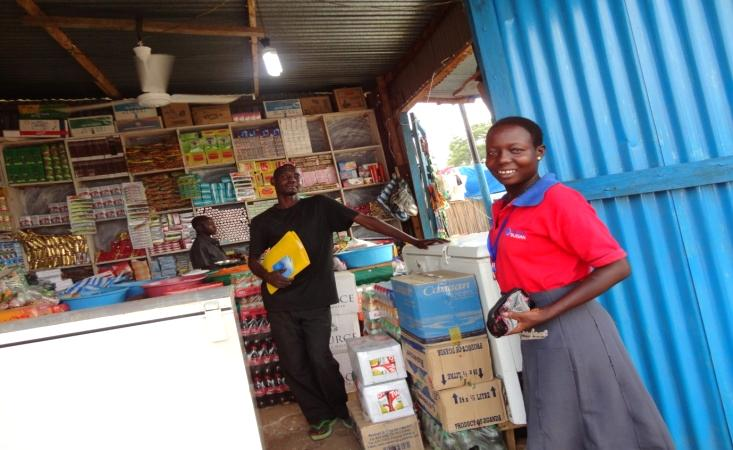

마이크로크레디트(microcredit) 또는 무담보 소액대출(無擔保 少額貸出)은 영세민에게 자활을 할 수 있도록 자금과 사업기회를 마련하고, 자활을 지원하기 위해 실시하는 대출사업이다.
1976년 방글라데시에 마이크로크레디트 전담 은행인 그라민은행이 설립되면서 시작됐는데, 그라민은 방글라데시 말로 '마을'이라는 뜻이다. 이 제도는 아시아·아프리카의 여러 나라와 미국·프랑스 등 선진국으로 확대·발전되었다.
대출에 따른 이익보다는 금융기관의 이익을 사회에 환원하는 성격이 강하기 때문에 금리 등 대출조건이 대출자에게 유리하게 설정되어 운용되고 있다. 근로능력과 자활의사가 있는 농촌·도시 지역의 빈민층을 대상으로 대출하여 대출자의 신용이 쌓이면 추가대출·예금가입 등의 다양한 혜택이 제공된다. 유엔은 2005년을 '국제 스포츠와 체육교육의 해'와 더불어 '세계 마이크로크레딧의 해'로 정하기도 했다. 2001년까지 세계적으로 2680만명의 가난한 사람들이 마이크로크레딧을 지원받았는데, 이것은 신청한 사람들의 6%에 지나지 않는 규모다. 성과는 충분히 검증됐지만 자본금이 부족한 탓에 아직은 지원 범위가 좁은 편이다.

## 역사
1970년대 중반에 ACCION 인터내셔널과 무함마드 유누스에 의한 시험 계획으로 마이크로크레디트이 현재의 형태로 시작되었을 때, 보다 규모가 큰 개발 조직의 관계자는 대부분이 그 성공의 전망을 비관하고 있었다.
2006년, 그라민 은행과 그 창시자인 무함마드 유누스는 노벨평화상을 수상했다.

## 여성
세계적으로 마이크로크레딧을 실시한 많은 단체에서 여성이 주요 대상이 되고 있다. 이것은 여성에 대한 대출은 남성에 대한 대출보다는 가족 전체에 혜택을 줄 가능성이 많다는 것에서 기인한다. 또 여성이 소액 대출 관리하고 책임을 갖추려면 사회, 경제적 지위가 향상 된다. 이것은 여성의 지위에 긍정적인 변화를 가져올 것으로 간주되고 있다. 하지만 정말 여성의 지위를 정치, 경제적으로 바꿀 수 있는 힘이 있는가에 대한 논의는 지금도 진행 중이다.
마이크로크레딧을 실시하는 단체는 여성에 중점을 둔 경우도 많다. 프로 무예르와 나마스테 다이렉트, 두 개의 조직은 여성을 대상으로 한 활동을 하고 있다. 유엔 여성개발기금도 엘살바도르에 마이크로크레딧을 추진했다. 또한 그라민 은행, 전 유엔 사무총장 코피 아난, 힐러리 클린턴 등 마이크로크레딧에 대해 언급하는 경우는 여성에 관한 의의를 강조하고 있다.

## 같이 보기
- 무함마드 유누스
- 마이크로파이넌스
- 그라민은행
- 미소금융